# Pagano (nome)
Pagano  è un nome proprio di persona italiano maschile.

## Varianti
- Alterati: Paganello, Paganino
- Femminili: Pagana[1]

## Origine e diffusione
Deriva dal nome medievale Pagano, basato sull'omonimo aggettivo, che alla lettera significa "paesano", "campagnolo", risultando quindi affine per semantica a Rustico e a Villano e opposto ad Urbano. 
Etimologicamente, infatti, l'aggettivo "pagano" viene dal latino paganus, a sua volta dalla radice pagus ("villaggio", "paese"), mentre il senso religioso del termine (cioè "idolatra", "praticante del paganesimo") è giunto successivamente, probabilmente sviluppandosi per opposizione al termine cristiano miles Christi ("soldato di Cristo"). 
Dato che il termine acquisì questo secondo significato dopo che il cristianesimo divenne religione di stato dell'impero romano, non è chiaro come il nome abbia potuto essere diffuso durante il Medioevo. In tale periodo, oltre che in Italia, era in uso anche in Inghilterra, spesso in forme vernacolari come Payn, e diede origine anche a diversi cognomi (inclusi Pagan e Payne); pressoché estinto con l'arrivo della Riforma Protestante, i pochi esempi successivi sono perlopiù riprese del cognome, anche se il nome ha nuovamente fatto capolino sul finire degli anni 1960.

## Onomastico
L'onomastico si può festeggiare il 26 dicembre in memoria del beato Pagano di Lecco, inquisitore domenicano, oppure il 24 maggio, in ricordo del beato Pagano Tornielli, terziario francescano di Novara.

## Persone
- Pagano da Rho, copista e miniaturista italiano
- Pagano il coppiere, signore crociato
- Pagano della Torre, patriarca cattolico italiano
- Pagano Pannocchieschi, arcivescovo cattolico italiano

### Variante Paganino
- Paganino da Serzana, poeta italiano
- Paganino Paganini, tipografo ed editore italiano